# Lugar da Alegria
Lugar da Alegria é o décimo segundo álbum lançado pela Banda Eva em 2009.

## Informações
O álbum é o quinto com Saulo Fernandes como vocalista, trazendo 17 faixas, sendo 16 inéditas e autorais. Em 3 de novembro de 2009 a banda postou em seu twitter o link para se ouvir algumas canções do álbum com a seguinte mensagem: "Bom Dia!! Ouçam algumas músicas inéditas do álbum Lugar da Alegria em nosso site!! Imperdível!! A senha é alegria! Divirtam-se!!".

## Promoção
Em 11 de dezembro de 2009 a Banda Eva fez um show de lançamento do seu álbum na Concha Acústica, em Salvador, onde apresentou dezoito músicas. Toda renda arrecadada no show de divulgação foi destinada a duas instituições da cidade: a Associação Beneficente Recreativa e à Creche Escola Comunitária Criança Feliz. O show teve participação de Tatau, Ninha, Carlinhos Brown e Margareth Menezes.

## Faixas
1. Rua do Sossego
2. Oxente Balance
3. Tudo Certo na Bahia (part. Ninha)
4. Lugar da Alegria
5. Nada lhe é Proibido
6. Encontro Marcado
7. Tão Sonhada
8. Como um Abraço
9. Velocidade Luz (part. Tatau)
10. Mar Sem Fim
11. Esse Amor
12. Doralice
13. Que Batuque é Esse?
14. Sinais (part. Margareth Menezes)
15. Mares de Ti (part. Carlinhos Brown)
16. Agradecer

## DVD
O DVD é o terceiro lançado pela Banda Eva, sendo também o terceiro lançado com os vocais de Saulo Fernandes, trazendo as 17 músicas do álbum em estúdio, cantadas ao vivo. O show foi gravado no final de junho de 2009 em um sítio próximo a Salvador e no Castelo Garcia D'Ávila - Praia do Forte, também na Bahia

### Faixas
1. "Rua do Sossego"
2. "Oxente Balance"
3. "Tudo Certo na Bahia" (feat. Ninha)
4. "Lugar da Alegria"
5. "Nada lhe é Proibido"
6. "Encontro Marcado"
7. "Tão Sonhada"
8. "Como um Abraço"
9. "Velocidade Luz" (feat. Tatau)
10. "Mar Sem Fim"
11. "Esse Amor"
12. "Feliz de Feliz Te Ver"
13. "Doralice"
14. "Que Batuque é Esse?"
15. "Sinais" (feat. Margareth Menezes)
16. "Mares de Ti" (feat. Carlinhos Brown)
17. "Agradecer"